# Disco labiale

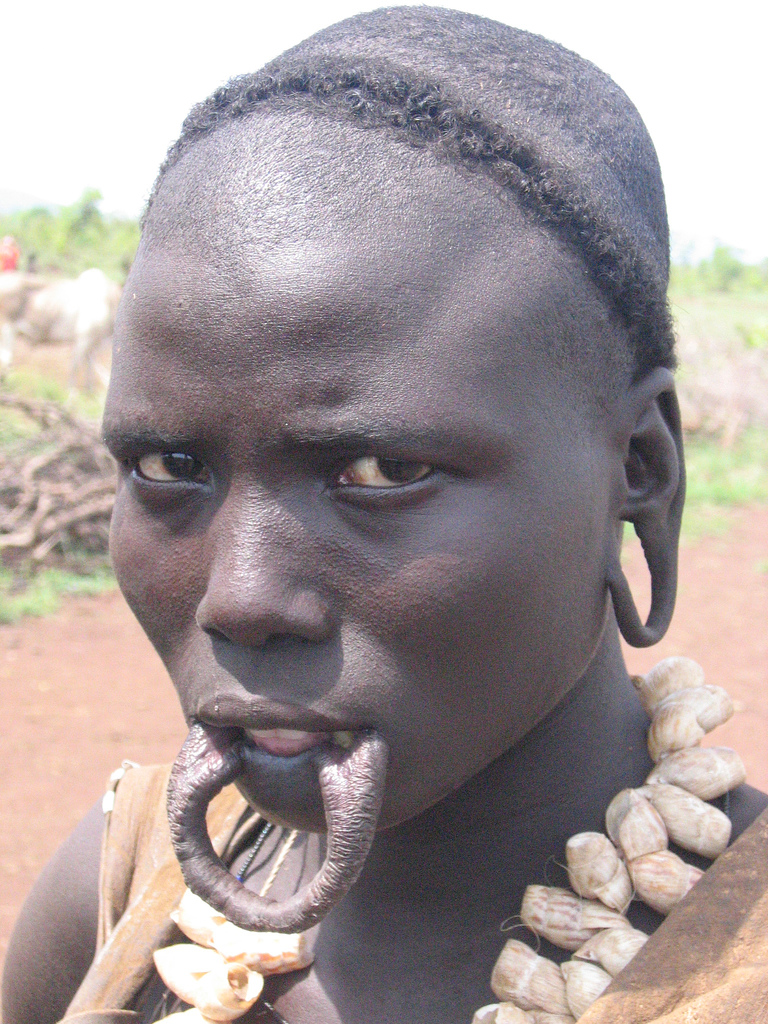
Donna Mursi (Etiopia 2005)

Il disco labiale (detto anche piatto labiale o piattello labiale, oppure più raramente tappo labiale) è una pratica di modifica decorativa del corpo usata tradizionalmente da alcuni popoli africani e americani, che prevede il piercing del labbro e la successiva dilatazione per l'inserimento di un disco di legno o terracotta. Il termine definisce al contempo la pratica e il gioiello utilizzato in essa.

## Storia
In Africa la tradizione del disco labiale si trova nella cultura di numerosi popoli; le dimensioni del disco sono spesso associate all'importanza sociale di chi lo indossa. I Sara (Ciad) lo applicano a entrambe le labbra; i Makonde (Tanzania e Mozambico) solo a quello superiore. Presso i popoli del basso corso del fiume Omo in Etiopia, ovvero i Surma e i Mursi, il disco labiale è proprio solo delle donne, e viene applicato per simboleggiare la maturità sessuale, a 15 o 16 anni, 6 o 12 mesi prima del matrimonio. Alcuni popoli, per esempio i Nuba (Sudan) hanno una tradizione analoga in cui nel labbro viene inserito un oggetto di forma non circolare.
In Sudamerica la pratica era invalsa presso le popolazioni Moche, nel qual caso assume il nome di Tembetá. La foratura, seguita dalla dilatazione del foro, prevedeva infine la collocazione di una sorta di "tappo" (plug, in inglese).

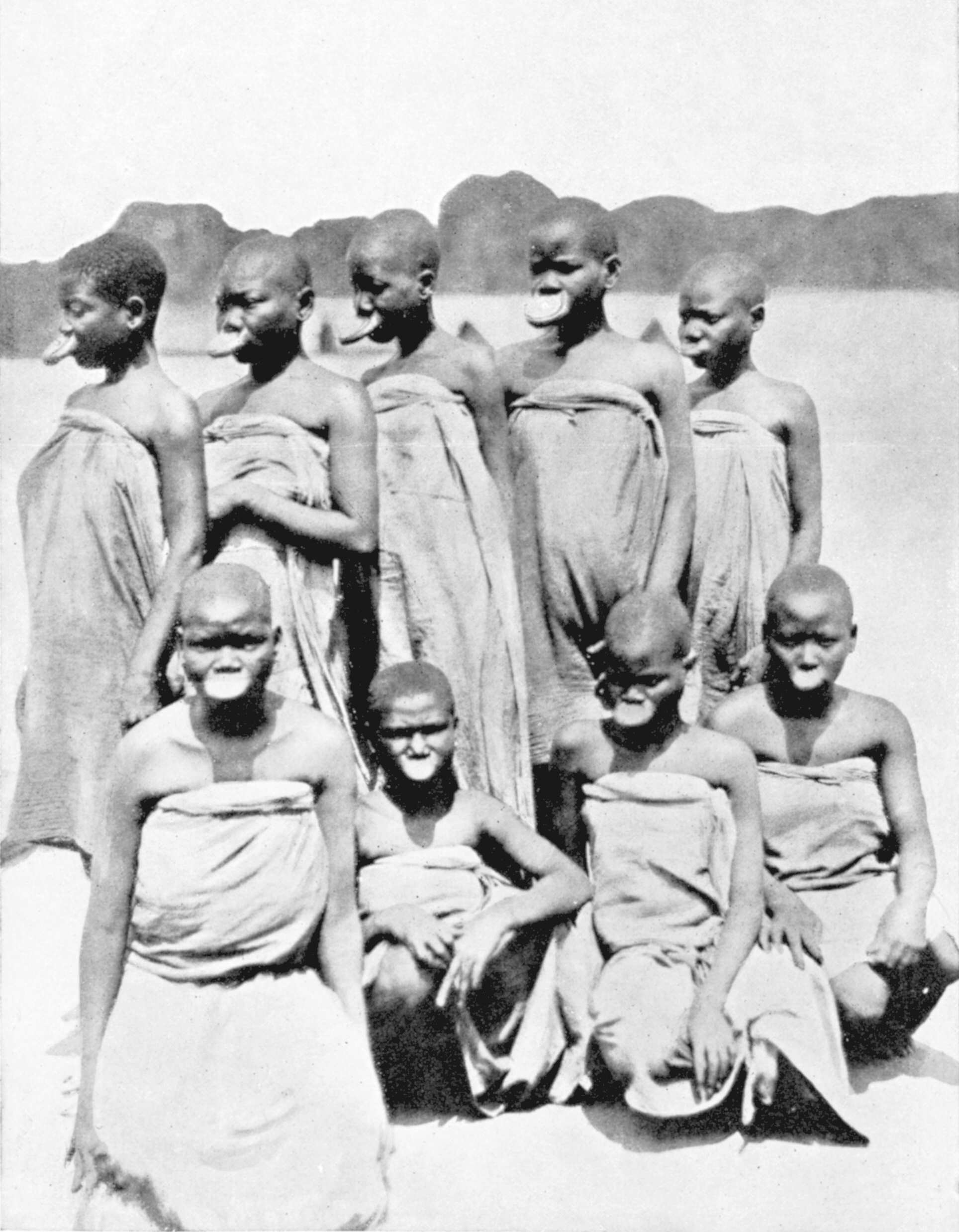
Donne Mobali (Congo, ca. 1900)
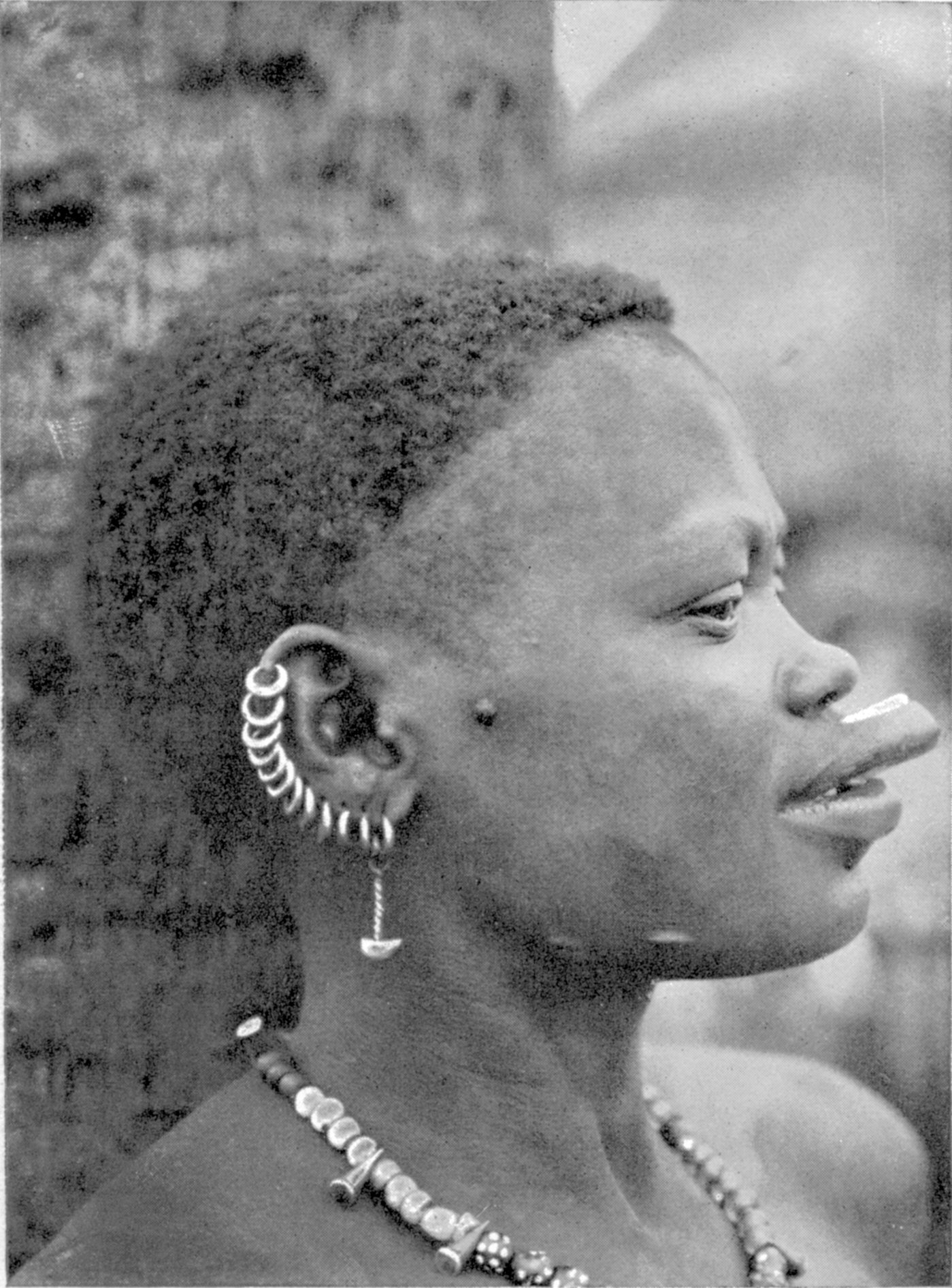
Donna Dinka (1900 ca.)

## Procedura
La procedura prevede la foratura del labbro, che viene successivamente dilatato con l'inserimento di un disco, generalmente di legno o di argilla, successivamente sostituito con dischi di dimensioni maggiori, man mano che le labbra si adattano alla sua forma.
A seconda delle tradizioni, questa tecnica può essere applicata al labbro superiore o a quello inferiore o a entrambi.